# Mistrzostwa Świata w Piłce Nożnej 2014 (eliminacje strefy CONCACAF)/Grupa 1

## Tabela
| Lp. | Drużyna    | M | Mecze | Mecze | Mecze | Bramki | Bramki | Bramki | Pkt |
| Lp. | Drużyna    | M | W     | R     | P     | +      | −      | +/−    | Pkt |
| --- | ---------- | - | ----- | ----- | ----- | ------ | ------ | ------ | --- |
| 1.  | Salwador   | 6 | 6     | 0     | 0     | 20     | 5      | +15    | 18  |
| 2.  | Dominikana | 6 | 2     | 2     | 2     | 12     | 8      | +4     | 8   |
| 3.  | Surinam    | 6 | 2     | 1     | 3     | 5      | 11     | −6     | 7   |
| 4.  | Kajmany    | 6 | 0     | 1     | 5     | 2      | 15     | −13    | 1   |

## Mecze
Czas: CET
| 2 września 2011 | Salwador · Zelaya 54', 78' (k) · Bautista 64' | 3:2(0:0) | Dominikana · 66' Cruz · 90' Peralta | Estadio Cuscatlán, San Salvador Widzów: 25 272 Sędzia: Luis Rodriguez De La Rosa |
|                 |                                               |          |                                     |                                                                                  |

| 2 września 2011 | Surinam · Mando 11' (k) | 1:0(1:0) | Kajmany | André Kamperveen Stadion, Paramaribo Widzów: 1000 Sędzia: Adrian Skeete |
|                 |                         |          |         |                                                                         |

| 6 września 2011 | Kajmany · Ebanks 74' (k) | 1:4(0:0) | Salwador · 50' Bautista · 63', 80' Anaya · 90+3' García | Truman Bodden Stadium, George Town Widzów: 2200 Sędzia: Elmar Rodas |
|                 |                          |          |                                                         |                                                                     |

| 6 września 2011 | Dominikana · Ozuna 68' | 1:1(0:1) | Surinam · 25' (k) Mando | Estadio Panamericano, San Cristóbal Widzów: 2300 Sędzia: Raúl Castro |
|                 |                        |          |                         |                                                                      |

| 7 października 2011 21:05 | Dominikana · Ozuna 54' | 1:2(0:1) | Salwador · 38' (k) Romero · 67' Blanco | Estadio Panamericano, San Cristóbal Widzów: 2323 Sędzia: Ricardo Cerdas Sánchez |
|                           |                        |          |                                        |                                                                                 |

| 7 października 2011 02:30 | Kajmany | 0:1(0:0) | Surinam · 57' Drenthe | Truman Bodden Stadium, George Town Widzów: 2100 Sędzia: Edvin Jurisevic |
|                           |         |          |                       |                                                                         |

| 11 października 2011 04:55 | Salwador · Turcios 6' · Purdy 13' · Alas 45' · Sosa 88' (k) | 4:0(3:0) | Kajmany | Estadio Cuscatlán, San Salvador Widzów: 17 570 Sędzia: Hugo Cruz Alvarado |
|                            |                                                             |          |         |                                                                           |

| 11 października 2011 23:00 | Surinam · Kwasie 80' | 1:3(0:1) | Dominikana · 9' Faña · 47' 75' Ozuna | André Kamperveen Stadion, Paramaribo Widzów: 1200 Sędzia: Paul Ward |
|                            |                      |          |                                      |                                                                     |

| 11 listopada 2011 00:00 | Surinam · Esperance 81' | 1:3(0:1) | Salwador · 22', 58' Blanco · 77' Sánchez | André Kamperveen Stadion, Paramaribo Widzów: 500 Sędzia: Marcos Brea |
|                         |                         |          |                                          |                                                                      |

| 11 listopada 2011 20:00 | Dominikana · Navarro 15' · Ozuna 38' · Rodríguez 63' · Morillo 79' | 4:0(2:0) | Kajmany | Estadio Panamericano, San Cristóbal Widzów: 1000 Sędzia: José Guerrero |
|                         |                                                                    |          |         |                                                                        |

| 15 listopada 2011 02:30 | Salwador · Romero 32', 62' · Burgos 77', 83' | 4:0(1:0) | Surinam | Estadio Cuscatlán, San Salvador Widzów: 9659 Sędzia: Javier Santos |
|                         |                                              |          |         |                                                                    |

| 15 listopada 2011 01:30 | Kajmany · Ebanks 73' | 1:1(0:1) | Dominikana · 41' García | Truman Bodden Stadium, George Town Widzów: 1750 Sędzia: James Matthew |
|                         |                      |          |                         |                                                                       |